# Hong Won-chan
Hong Won-chan (* 1979 in Jinhae, Gyeongsangnam-do, Südkorea) ist ein südkoreanischer Filmregisseur und Drehbuchautor.

## Leben
Hong Won-chan veröffentlichte 2004 den Kurzfilm The End of an Alley (Golmok-ui Kkeut), der danach auf einigen Filmfestivals gespielt wurde. So traf er 2005 auf dem Seouler Mise-en-scène Short Film Festival den Regisseur Na Hong-jin, der wegen dessen Kurzfilm Wanbyeokhan Domi Yori (완벽한 도미 요리 ‚Ein perfektes Meerbrassen-Gericht‘) vor Ort war. So wurde Hong dazu eingeladen, an den Drehbüchern zu Nas Filmen The Chaser und The Yellow Sea mitzuwirken. Dadurch erwarb er sich einen ausgezeichneten Ruf in Chungmuro (der südkoreanischen Filmindustrie).
2015 veröffentlichte er seinen ersten eigenen Spielfilm. Der Thriller Office wurde auf die Internationalen Filmfestspiele von Cannes 2015 für die Mitternachtssektion eingeladen. 2020 folgte mit Deliver Us from Evil ein Actionthriller mit Hwang Jung-min und Lee Jung-jae und Park Jeong-min in den Hauptrollen.

## Filmografie

### Regie und Drehbuch
- 2004: The End of an Alley (골목의 끝 Golmok-ui Kkeut, Kurzfilm)
- 2015: Office (오피스)
- 2020: Deliver Us from Evil (다만 악에서 구하소서 Daman Ak-eseo Guhasoseo)

### Mitwirkung am Drehbuch
- 2008: The Chaser (추격자)
- 2009: The Scam (작전 Jakjeon)
- 2010: The Yellow Sea (황해 Hwanghae)
- 2012: Confession of Murder (내가 살인범이다)
- 2015: Office

## Auszeichnungen
Busan Film Critics Awards
- 2015: Auszeichnung in der Kategorie bester neuer Regisseur für Office